# 7161 Golitsyn
7161 Golitsyn este un asteroid din centura principală de asteroizi.

## Descriere
7161 Golitsyn este un asteroid din centura principală de asteroizi. A fost descoperit pe 25 octombrie 1982 la Observatorul de Astrofizică din Crimeea de Liudmila Juravliova. El prezintă o orbită caracterizată de o semiaxă mare de 2,39 ua, o excentricitate de 0,20 și o înclinație de 1,8° în raport cu ecliptica.